# Langenweißbach
Langenweißbach är en kommun i Landkreis Zwickau i förbundslandet Sachsen i Tyskland. Kommunen har cirka 2 400 invånare.